# Савеловська (платформа)
Саве́ловська (рос. Савёловская) — зупинний пункт/пасажирська платформа на Олексіївській сполучній лінії та лінії  МЦД-4.  Московської залізниці у Москві.
Складається з однієї острівної платформи. З літа 2012 року на платформі працює квиткова каса.
До 21 листопада 2019 року платформа приймала електропоїзди, що прямували зі Смоленського (Білоруського) напрямку на Курський і назад транзитом через Московський залізничний вузол. До 2009 року була кінцевою для електропоїздів сполучення: Чехов — Савеловська, Бородіно — Савеловська, Гривно — Савеловська.
До грудня 2019 року через платформу також проходили потяги далекого прямування №№ 63/64 сполученням Мінськ-Новосибірськ, та 103/104 сполученням Брест-Новосибірськ.
Платформа частково знаходиться в межах станції Москва-Бутирська: західна колія № I належить станції (вхідний світлофор з північно-східного боку знаходиться в ста метрах від платформи), східна колія № II на перегоні, бо вхідний знаходиться на південь від платформи. Перехід на основні платформи цієї станції (біля Савеловського вокзалу) до електропоїздів Савеловського напрямку можливий через підземний перехід і вхідні турнікети (сама платформа турнікетами не обладнана). Через цей же перехід можна пройти до станції метро «Савеловська».
Біля південного кінця платформи на захід відгалужуються дві колії від Олексіївської лінії на Савеловський напрямок (біля них далі на північ знаходяться дві з основних платформ станції), якими прямують транзитні електропотяги з Савеловського напрямку на Смоленський і назад, в тому числі Аероекспрес в аеропорт Шереметьєво (без зупинки). Одна з колій станції що відгалужується є під'їзною, прямує далі вздовж платформи Савеловська, не неелектрифікована, прямує до наступної платформи Москва-Станколіт, де прямує за паркан на компресорний завод «Борець».
Виходи до вулиць Смоленська, Сущевський вал, Нижня Маслівка, площі Савеловського вокзалу.

## Пересадки
- Савеловська
- Савеловська
- Москва-Бутирська
- Автобус: м40, 72, 82, 87, 379, 382, 384, 447, 466, с543, 727, т29, т56, т78